# Prayjob
|  | Denne artikel er oprettet af botten Steenthbot ud fra en ekstern database. Den kan derfor have sproglige fejl eller mangler. Denne skabelon kan fjernes efter kontrol af indholdet. |

Prayjob er en dansk eksperimentalfilm fra 1995 instrueret af Bynke Maibøll.

## Handling
Retten til at være hustru! Ultra moderne feminisme! På knæ og glad.

## Medvirkende
- Anne Lakris Ree
- Pernille Fischer Christensen
- David Duchin